# Før gæsterne kommer
Før gæsterne kommer er en film instrueret af Jon Bang Carlsen, der også skrev filmens manuskript.

## Handling
Denne film er ofte blevet fremhævet som en af Jon Bang Carlsens bedste og blev i 1989 udvalgt til en af verdens 100 bedste dokumentarfilm. Hans særlige metode (se How to invent reality) er allerede tydelig i 1986. Han opsøgte et gammelt feriehotel på Fanø, interviewede de to gamle damer, som tog sig af hotellets drift, talte med dem og vendte tilbage med et manuskript, hvor de skulle spille sig selv, der forbereder sæsonen ved at gøre rent og mindes de gode gamle dage. Dermed opnåede instruktøren at kontrollere historien, at få en præcision frem og at give fortællingen en stemning af kærlig humor.